# Великие Луки (Брестская область)
Вели́кие Лу́ки (бел. Вялікія Лукі) — деревня в Барановичском районе Брестской области Белоруссии, центр Великолукского сельсовета (до 2019 года). Население — 283 человека (2023).
Существует несколько версий происхождения названия. Некоторые исследователи считают, что оно связано с излучиной в русле реки, протекающей неподалеку. По другой версии, местные жители занимались отделкой луков для стрельбы. Ещё одна версия гласит, что первые жители деревни — выходцы из города Великие Луки, расположенного в Псковской области.

## География

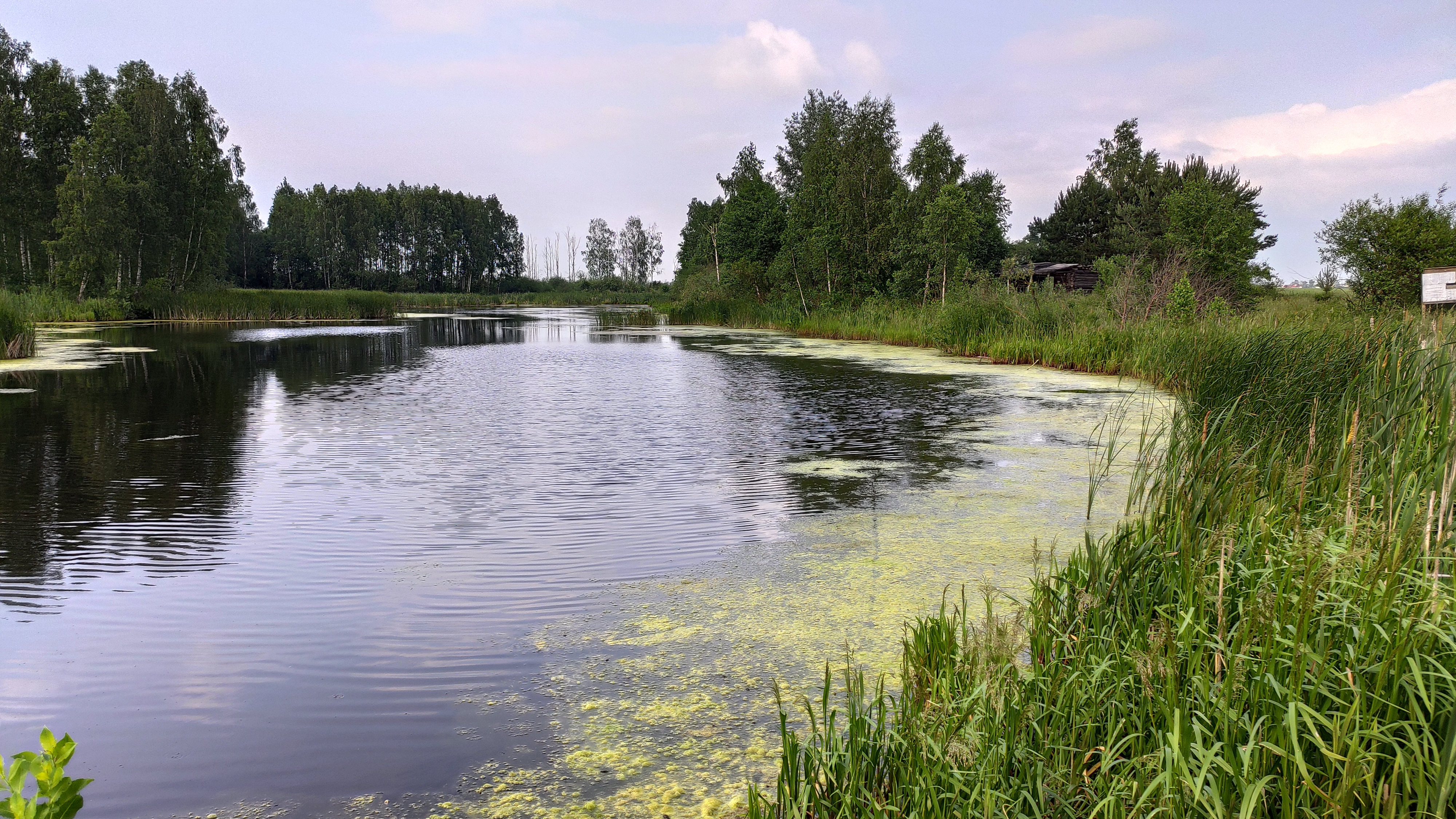
Запруда (р. Рагознянка)

Площадь деревни — 2,6968 квадратных километра. Высота над уровнем моря — 172 метра. Великие Луки расположены в 9 км к юго-востоку от города Барановичи, близ границы с Ляховичским районом. Местность принадлежит к бассейну Немана, в черте деревни начинается ручей Рагознянка, впадающий в реку Мышанка. Великие Луки связаны местными дорогами с Барановичами, шоссе Р43 и окрестными деревнями. С северо-востока к Великим Лукам примыкают деревни Малые Луки и Новые Луки.
В 0,8 километра к северо-западу от деревни расположен пруд, площадью 0,0237 квадратных километров. Глубина водоносного горизонта — 38 метров.

## История
В письменных источниках село Лука известно с XV века, когда оно было в личной собственности князя Витовта, с 1449 года принадлежало католической церкви. В 1770 году построена деревянная Свято-Георгиевская церковь. После второго раздела Речи Посполитой (1793) местечко вошло в состав Российской империи, принадлежало Новогрудскому уезду Минской губернии. На картах 1820—1830-х годов на месте нынешней деревни — местечко Луки. В середине 1800-х годов выделилось отдельное местечко Великие Луки. В 1879 году существовал православный приход, который насчитывал 3,5 тыс. прихожан (с учётом прилегающих деревень). Приходу принадлежало 90 десятин земли, в том числе 50 десятин пашни. Согласно переписи населения (1897) в селе действовали народное училище, хлебозапасный магазин, православная церковь и питейный дом. В 1900 году в народном училище обучалось 90 учеников, из них десять девушек. В 1909 году в селе функционировало уже два народных училища. В годы Первой мировой войны у села шли бои, до наших дней сохранился памятник на могилах немецких солдат. 
Согласно Рижскому мирному договору 1921 года, деревня вошла в состав гмины Ястрембель Барановичского повета Новогрудского воеводства Польши. В 1923—1926 годах построено новое здание церкви святого Георгия. В 1939 году деревня вошла в состав БССР. В период Великой Отечественной войны с июня 1941 года по 7 июля 1944 года находилась под немецкой оккупацией, на фронтах погибло 33 жителя деревни.
С 12 октября 1940 года — центр сельсовета Новомышского района Барановичской области. 8 января 1954 года вошла в состав Брестской области, с 8 апреля 1957 года — в Барановичском районе.
Была центром совхоза «Великолукский», специализирующегося на овощеводстве. В 1970-80-х годах интенсивно развивалась система орошения земледельческих полей для выращивания капусты, огурцов, помидоров. При строительстве указанной системы в полях под землей были уложены трубы, пробурены подземные скважины для забора воды, сооружены три искусственных водоема. На полях функционировали как стационарные системы полива, так и самодвижущиеся дождевальные машины типа «Фрегат». В 1980-х годах активно развивалась инфраструктура: к деревне подвели газ, асфальтировали улицы.  В этот период в центре деревни был построен двухэтажный торговый комплекс, который включал в себя: два магазина (продовольственный и промтоваров), кондитерский цех, столовую с баром. До 1990-х годов в деревне функционировал детский сад. В 2000 году совхоз «Великолукский» вошёл в состав ОАО «Барановичская птицефабрика».

## Инфраструктура
- Великолукская базовая школа[5] (с 1971 по 2019 годы — Великолукская средняя школа), количество обучающихся – 27. C 01.09.2024 г. школа не функционирует.[17];
- Фельдшерско-акушерский пункт[18][19], количество работников — 2[17];
- Сельский дом культуры, библиотека[5];
- Магазин[17].

## Население
По состоянию на 1 января 2023 года в деревне проживало 283 человека в 130 хозяйствах, в том числе 33 моложе трудоспособного возраста, 179 — в трудоспособном возрасте и 71 — старше трудоспособного возраста. 
| Численность населения (по переписи) | Численность населения (по переписи) | Численность населения (по переписи) | Численность населения (по переписи) | Численность населения (по переписи) | Численность населения (по переписи) | Численность населения (по переписи) | Численность населения (по переписи) | Численность населения (по переписи) |
| 1897                                | 1909                                | 1921                                | 1939                                | 1959                                | 1970                                | 1999                                | 2009                                | 2019                                |
| ----------------------------------- | ----------------------------------- | ----------------------------------- | ----------------------------------- | ----------------------------------- | ----------------------------------- | ----------------------------------- | ----------------------------------- | ----------------------------------- |
| 1024                                | ↗1117                               | ↘689                                | ↗1293                               | ↘584                                | ↗822                                | ↘501                                | ↘423                                | ↘310                                |

## Памятные места
- Братская могила советских воинов в центре деревни. Похоронены 42 воина, погибших в июле 1944 года при освобождении деревни от немецко-фашистских захватчиков. В 1964 году на могиле установлен памятник — монумент, скульптура воина, пьедестал из мрамора, бетонное ограждение, высота 3,5 метра[21].
- Памятник немецким солдатам около церкви[22].
- Мемориальная доска Сущене Карпу Фёдоровичу и Дурило Захару Дмитриевичу на бывшем здании исполкома сельсовета. Установлена в 1987 году для увековечения памяти первого председателя сельсовета К. Ф. Сущени и депутата сельсовета З. Д. Дурило, казнённых немецко-фашистскими оккупантами в 1944 году[23].
- Памятник землякам в сквере, около школы. Для увековечения памяти 69 односельчан, погибших в борьбе с немецко-фашистскими захватчиками в годы Великой Отечественной войны, в 1975 году установлен обелиск[24].

## Известные уроженцы
- Михаил Силуанович Коханович (1882—1934) — белорусский политический и общественный деятель, педагог, редактор, публицист[25].